# Islom Tukhtakhodjaev
Islom Tukhtahujaev (oroszul: Ислом Тухтаходжаев (Iszlom Tuhtahodzsajev); Fergana, Szovjetunió, 1989. október 30. –)  üzbég labdarúgó, a Lokomotiv Tashkent hátvédje. Korábbi U19-es U20-as válogatott, bemutatkozott a felnőtt válogatottban is.

## Pályafutása

### A válogatottban
2009. január 28-án mutatkozott be az üzbég válogatottban, a 2011-es Ázsia-kupa selejtezőn, az Egyesült Arab Emírségek elleni 1–0-s győzelem során.

## Sikerei, díjai
Lokomotiv Tashkent
- Üzbég liga: 2016, 2017
- Üzbég kupa: 2014, 2016, 2017
- Üzbég szuperkupa: 2015